# Rolowanie (singel)
Rolowanie – singel polskiej piosenkarki Nataszy Urbańskiej, wydany w 2014 na debiutanckim albumie studyjnym artystki zatytułowanym One. Piosenka została napisana przez samą wokalistkę we współpracy z Janem Smoczyńskim, Krzysztofem Pacanem i Zofią Kondracką.

## Historia utworu

### Nagrywanie
Utwór został nagrany w 2013. Muzykę do piosenki skomponowali członkowie zespołu producenckiego June, czyli Jan Smoczyński i Krzysztof Pacan, natomiast za warstwę tekstową odpowiadała Zofia Kondracka. Całość została opisana przez producenta „funkowo-bałkańskim graniem”. Niedługo po premierze pojawiły się doniesienia, jakoby singiel został nagrany na potrzeby reprezentowania Polski podczas 59. Konkursu Piosenki Eurowizji, jednak plotki te zdementowano.

### Tekst i interpretacja
[«Rolowanie»] opowiada o kobiecie, która co weekend przesadza z używkami. Tak się bawi wiele dziewczyn: biforki, afterki, czasami niestety również fejs demolejszyn. To tak zwany ponglish, który jest znakiem czasu.

Słowa do piosenki napisała Zofia Kondracka przy użyciu mieszanki języka polskiego i angielskiego (tzw. ponglish). Całość zawierała zwroty używane w gwarze młodzieżowej. Redaktor bloga internetowego Rzyg kulturalny zinterpretował warstwę tekstową jako traktującą o „nieprzystosowaniu jednostki do świata, do czasów, w których przyszło jej żyć i trudach funkcjonowania we współczesnym społeczeństwie. Ucieczkę od rozpaczy (...) stanowi nieskrępowana zabawa, nadużywanie alkoholu, degradacja ciała i ducha. Zabawa, w której pląsy na dyskotekowym parkiecie są epileptycznym tańcem śmierci, a wraz z każdym łykiem drinka przełyka się łzy”.
Podczas jednego z odcinków programu śniadaniowego Dzień dobry TVN własnej interpretacji tekstu piosenki dokonał językoznawca Jerzy Bralczyk. Pod koniec stycznia Urbańska zaprezentowała nowy tekst piosenki napisany w języku polskim.

### Wydane i odbiór
Numer „Rolowanie” został wydany 4 stycznia 2014 jako drugi singel promujący debiutancki album studyjny Urbańskiej, zatytułowany One. Niedługo po premierze stał się obiektem kpin internautów oraz krytyków muzycznych, którzy zarzucali mu „prymitywny rytm i kompletnie nieistotny tekst”. Piosenka została uznana także przez internautów „żenadą roku”. Swoją negatywną opinię o kompozycji wyrazili m.in. dziennikarka Karolina Korwin Piotrowska, raper Tede, krytyk filmowy Tomasz Raczek, prezenterka Dorota Wellman, językoznawca Jerzy Bralczyk, medioznawca Wiesław Godzic oraz felietonistka Maria Czubaszek. Pozytywne zdanie o piosence wystawił natomiast m.in. aktor Olaf Lubaszenko. 
Utwór doczekał się wersji reggae, którą stworzył Krzysztof Spychała.

### Teledysk
Teledysk do piosenki został nagrany w łazience w teatrze Studio Buffo. Klip ukazał się w sieci 4 stycznia 2014, jego reżyserem został Janusz Józefowicz, natomiast za realizację odpowiadał jego syn, Jakub. Niedługo po publikacji teledysk spotkał się z negatywnym odbiorem internautów, zarzucano mu fakt, że „w zamyśle «skandalizująca golizna» przyciąga uwagę odbiorców”. W ciągu tygodnia obejrzało go ponad 130 tys. widzów, ostatecznie odnotowano 1 milion jego wyświetleń w serwisie YouTube (stan na sierpień 2025). Jak przyznał Janusz Józefowicz, teledysk był „pewnego rodzaju prowokacją, która się sprawdziła. Natasza pokazała się zupełnie w innej sytuacji – być może w takiej, w której większość ludzi nie chciałaby jej oglądać – ale jest to kreacja artystyczna. Ludziom, którzy nie mają świadomości czy poczucia humoru na ten temat, to się może wydawać szalenie bulwersujące czy odrażające”. Sama Urbańska dodała, że sam teledysk był „żartem” oraz „kreacją, wcieleniem”.
Teledysk do piosenki doczekał się wielu parodii, w tym m.in. Szymona Majewskiego, CeZika oraz Filipa Chajzera.